# Rosângela Santos
Rosângela Santos (n. 20 decembrie 1990, Washington, D.C., District of Columbia, SUA) este o atletă ce a reprezentat Brazilia, medaliată olimpică. A participat la patru ediții ale Jocurilor Olimpice (2008, 2012, 2016, 2020) în care a câștigat o medalie de bronz în proba de 4x100 de metri.

## Palmares
| An   | Competiție                                  | Locație                    | Loc | Eveniment       | Note    |
| ---- | ------------------------------------------- | -------------------------- | --- | --------------- | ------- |
| 2006 | Campionatul Sudamerican de Juniori (sub 18) | Caracas, Venezuela         | 2   | 100 m           | 11,95   |
| 2006 | Campionatul Sudamerican de Juniori (sub 18) | Caracas, Venezuela         | 1   | 4 × 100 m       | 46,20   |
| 2006 | Campionatul Sudamerican de Juniori (sub 18) | Caracas, Venezuela         | 1   | ștafetă suedeză | 2:12,03 |
| 2008 | Campionatul Mondial de Juniori              | Bydgoszcz, Polonia         | 4   | 100 m           | 11,63   |
| 2008 | Campionatul Mondial de Juniori              | Bydgoszcz, Polonia         | 3   | 4 × 100 m       | 44,61   |
| 2008 | Campionatul Sudamerican de Tineret          | Lima, Peru                 | 1   | 100 m           | 11,91   |
| 2008 | Campionatul Sudamerican de Tineret          | Lima, Peru                 | 1   | 4 × 100 m       | 45,76   |
| 2008 | Jocurile Olimpice                           | Beijing, China             | 3   | 4 × 100 m       | 43,14   |
| 2011 | Universiada                                 | Shenzhen, China            | 5   | 100 m           | 11,48   |
| 2011 | Campionatul Mondial                         | Daegu, Coreea de Sud       | 24  | 100 m           | 11,61   |
| 2011 | Campionatul Mondial                         | Daegu, Coreea de Sud       | 6   | 4 × 100 m       | 43.10   |
| 2011 | Jocurile Panamericane                       | Guadalajara, Mexic         | 1   | 100 m           | 11,22   |
| 2011 | Jocurile Panamericane                       | Guadalajara, Mexic         | 1   | 4 × 100 m       | 42,85   |
| 2012 | Jocurile Olimpice                           | Londra, Marea Britanie     | 12  | 100 m           | 11,17   |
| 2012 | Jocurile Olimpice                           | Londra, Marea Britanie     | 7   | 4 × 100 m       | 42,91   |
| 2013 | Campionatul Sudamerican                     | Cartagena, Columbia        | 8   | 200 m           | NS      |
| 2013 | Campionatul Mondial                         | Moscova, Rusia             | 8   | 4 × 100 m       | NS      |
| 2014 | Ștafetele Mondiale                          | Nassau, Bahamas            | 7   | 4 × 100 m       | 43,67   |
| 2015 | Ștafetele Mondiale                          | Nassau, Bahamas            | 6   | 4 × 100 m       | 42,92   |
| 2015 | Jocurile Panamericane                       | Toronto, Canada            | 4   | 100 m           | 11,04   |
| 2015 | Jocurile Panamericane                       | Toronto, Canada            | 4   | 4 × 100 m       | 43,01   |
| 2015 | Campionatul Mondial                         | Beijing, China             | 12  | 100 m           | 11,07   |
| 2015 | Campionatul Mondial                         | Beijing, China             | 13  | 200 m           | 22,87   |
| 2015 | Campionatul Mondial                         | Beijing, China             | 9   | 4 × 100 m       | 43,15   |
| 2015 | Jocurile Mondiale Militare                  | Mungyeong, Coreea de Sud   | 1   | 100 m           | 11,17   |
| 2015 | Jocurile Mondiale Militare                  | Mungyeong, Coreea de Sud   | 3   | 200 m           | 23,38   |
| 2015 | Jocurile Mondiale Militare                  | Mungyeong, Coreea de Sud   | 1   | 4 × 100 m       | 43,87   |
| 2016 | Campionatul Mondial în sală                 | Portland, Statele Unite    | 11  | 60 m            | 7,20    |
| 2016 | Jocurile Olimpice                           | Rio de Janeiro, Brazilia   | 18  | 100 m           | 11,23   |
| 2016 | Jocurile Olimpice                           | Rio de Janeiro, Brazilia   | –   | 4 × 100 m       | DQ      |
| 2017 | Ștafetele Mondiale                          | Nassau, Bahamas            | 8   | 4 × 100 m       | NT      |
| 2017 | Campionatul Sudamerican                     | Asunción, Paraguay         | 8   | 100 m           | DS      |
| 2017 | Campionatul Sudamerican                     | Asunción, Paraguay         | 8   | 200 m           | NS      |
| 2017 | Campionatul Sudamerican                     | Asunción, Paraguay         | 1   | 4 × 100 m       | 43,12   |
| 2017 | Campionatul Mondial                         | Londra, Marea Britanie     | 7   | 100 m           | 11,06   |
| 2017 | Campionatul Mondial                         | Londra, Marea Britanie     | 20  | 200 m           | 23,34   |
| 2017 | Campionatul Mondial                         | Londra, Marea Britanie     | 7   | 4 × 100 m       | 42,63   |
| 2018 | Campionatul Mondial în sală                 | Birmingham, Marea Britanie | 24  | 60 m            | 7,32    |
| 2018 | Campionatul Sudamerican                     | Cochabamba, Bolivia        | 6   | 100 m           | 11,39   |
| 2019 | Jocurile Panamericane                       | Lima, Peru                 | 1   | 4 × 100 m       | 43,04   |
| 2019 | Campionatul Mondial                         | Doha, Qatar                | 26  | 100 m           | 11,32   |
| 2019 | Campionatul Mondial                         | Doha, Qatar                | –   | 4 × 100 m       | DS      |
| 2020 | Campionatul Sudamerican în sală             | Cochabamba, Bolivia        | 1   | 60 m            | 7,34    |
| 2021 | Ștafetele Mondiale                          | Chorzów, Polonia           | –   | 4 × 100 m       | DS      |
| 2021 | Jocurile Olimpice                           | Tokio, Japonia             | 28  | 100 m           | 11,33   |
| 2021 | Jocurile Olimpice                           | Tokio, Japonia             | 11  | 4 × 100 m       | 43.15   |
| 2022 | Campionatul Mondial în sală                 | Belgrad, Serbia            | –   | 60 m            | DS      |
| 2023 | Campionatul Sudamerican                     | São Paulo, Brazilia        | 1   | 4 × 100 m       | 43,47   |
| 2023 | Campionatul Mondial                         | Budapesta, Ungaria         | 15  | 4 × 100 m       | 43,46   |

1. ↑  Atleta a participat doar la calificări.